# ヴァイオリンソナタ第2番 (メトネル)
ヴァイオリンソナタ第2番 ト長調 作品44 は、ニコライ・メトネルが1926年に作曲したヴァイオリンソナタ。

## 概要
1914年、メトネルは一度は辞した教職へと戻ってモスクワ音楽院で教鞭を執ると、第一次世界大戦期にも教壇に立ち続けた。この頃のメトネルの暮らし向きは良好で、音楽界でもひとかどの人物と看做されていたが、1917年の十月革命により状況が一変する。教員としての勤務は続けてはいたが、財産を奪われるなどの厳しい困難に直面することになった。ようやく1921年にビザを取得したメトネルと妻はロシアを脱出する。ドイツやフランスなどの大陸側のヨーロッパで身を立てようと試みるも上手くいかず、最終的に1935年には海を渡って支持者が多く得られたイングランドへ落ち着いた。
本作は1926年にパリ近郊のモンモランシーで書かれ、作曲者の従兄にあたるアレクサンドル・ゲディケへと捧げられた。初演は1927年2月のモスクワで、作曲者自身のピアノ、ディミトリ・ツィガーノフのヴァイオリンで行われた。この頃のメトネルは新作であった本作とピアノ協奏曲第2番を携え、ロシアをツアーでまわっていたのである。彼が西側へ渡った後に祖国へ戻ったのはこの一度きりであった。
この作品はメトネルの脂が乗り切った時期に書かれており、演奏時間は40分を超える大作となっている。ピアニストのジェフリー・トーザーは本作がメトネルの作品中で屈指の出来栄えであるのみならず、古今の室内楽曲の中でも最大級の傑作であると絶賛している。

## 楽曲構成

### 第1楽章
Introduzione: Maestoso (poco quasi cadenza) - Allegro appassionato 4/4拍子 ト長調
ソナタ形式。はじめに序奏が配されており、「モットー」となる主題が提示される（譜例1）。ピアノの煌びやかなパッセージに続いてピウ・モッソとなり、ヴァイオリンがカデンツァ風の音型を奏すると主部へ入っていく。
譜例1
主部ではまずピアノから主題が示される（譜例2）。ヴァイオリンもこれを受け継いでカンタービレで歌っていく。
譜例2
簡潔に移行し、ヴァイオリンから新しい主題が提示される（譜例3）。ピアノと交代しながら情熱的に進められる。
譜例3
続いて登場する素材が譜例4で、これもヴァイオリンとピアノが歌い継ぎながら奏されていく。
譜例4
やがて譜例1や譜例2による結尾によって落ち着いて行く。展開は譜例4を中心素材としつつ譜例2の要素を加えながら進行する。熱を帯びて譜例3が現れ、ヴァイオリンのカデンツァ的な走句を置くと譜例2の再現へと移る。ここでは譜例3を省略して譜例4の再現へと進み、結尾へと至る。結尾には譜例3も用いられる。楽章のコーダがマエストーソで準備されており、楽章中の材料を解体しつつ弱音で終わりを迎える。

### 第2楽章
Cadenza I: tranquillo cantabile - Tema Con Variazioni イ短調
第1楽章の終了後、第2楽章の開始前にカデンツァが挿入されている。これは独立した楽章ではなく、往年のピアニストが曲の繋ぎに用いた即興演奏のようなものといえるが、楽章への前奏と看做すことも可能であるため、本項では第2楽章の一部として扱う。カデンツァは「モットー」主題である譜例1を用い、その中でイ短調への転調が行われる。第2楽章の主部は主題と6つの変奏からなる。主題はロシア正教会で歌われる聖歌を思わせる譜例5である。
譜例5
第1変奏は主題の形をわずかに変化させたもの。主題は主にピアノが受け持ち、ヴァイオリンは対旋律を奏する。9/8拍子の第2変奏ではより即興的な雰囲気を醸し、和声的にも変化が現れる。第3変奏では拍子を変えずにイ長調へと転じ、舞曲調の変奏が繰り広げられる。伴奏ははじめスタッカートによる軽快さを有するが、中間部分では滑らかに奏でられる。第4変奏の3つの変奏では次第に活発さを増していく。第4変奏はイ短調、6/8拍子へ戻り、フガートの要領でピアノとヴァイオリンが掛け合いを演じる。2/4拍子の第5変奏では主題のリズムに変更を加えて一気に駆け抜け、第6変奏では主題に対して16分音符の装飾的音型が絡みつく。第6変奏は拡大されて結尾を形成し、最後へ向かって静まっていく。

### 第3楽章
Cadenza II: Tranquillo cantabile - Finale (Rondo): Allegro risolute 3/4拍子 ト長調
楽章の開始前に再びカデンツァが挿入されている。今回はピアノに焦点を当てたカデンツァである。主部はロンド形式。喜ばしい序奏で開始し、ヴァイオリンのアルペッジョを伴ってピアノに主題が出される（譜例6）。この主題はフョードル・チュッチェフの詩歌『Viesna idyot!』の韻文のリズムに一致するように書かれている。ヴァイオリンにも歌い継がれる。
譜例6
フェルマータでひと呼吸おいたのち、譜例6を用いた経過が始まる。やがてピアノが五連符で奏する伴奏の上に、官能的な新しい主題がロ長調で提示される（譜例7）。
譜例7
譜例7が豊かに歌われた後に譜例6がト長調で回帰するが、すぐに短調に転じる。次なる主題はポロネーズ風のリズムを持つ、ハ調の譜例8である。譜例7や譜例6と組み合わされつつ精力的に展開される。
譜例8
ト音を保持しつつヴァイオリンから譜例6の再現が行われ、フェルマータで一度呼吸を整える。続いて弱音ペダルを踏んだピアノの低音に静かに譜例7が現れ、ヴァイオリンへと受け渡されていく。コーダでは先行楽章の主題群が再登場し、終楽章の主題と混然一体となる。譜例2に回想にはじまり、譜例1の「モットー」を高らかに奏でると勢いを減じることなく全曲の幕を下ろす。